# 骝毛小羚羊
騮毛小羚羊（Cephalophus dorsalis），又名黑背麂羚或海灣遁羚，是一種分佈在加蓬、喀麥隆南部、剛果北部、塞拉里昂、利比里亞、科特迪瓦南部、加納及貝寧的麂羚。有些學者認為牠們是奧氏小羚羊的亞種。为濒危野生动植物种国际贸易公约附录II所列的保护动物。
騮毛小羚羊肩高50厘米，重20公斤。牠們呈深褐色，由鼻子經背部至尾巴有一道黑色斑紋，腹部白色。眼睛上有斑點。
騮毛小羚羊棲息在茂密的雨林，主要吃植物、昆蟲、蛋及細小的鳥類。牠們是夜間活動的，日間會在草叢或樹孔內休息。牠們是獨居或一對生活的，與其他騮毛小羚羊很少接觸。